# Marc Kissóczy
Marc Kissóczy (* 5. Juli 1961 in Montreal, Kanada) ist ein Schweizer Dirigent.

## Leben
Er wurde als Sohn schweizerisch-ungarischer Eltern geboren und studierte in Zürich, Basel und Bern Violine, wo er das Konzertdiplom mit Auszeichnung erwarb, sowie Orchesterleitung. Seine Dirigierstudien setzte er an der Pierre Monteux School in den USA fort und vervollständigte seine Ausbildung zum Orchesterdirigenten unter anderem am Tanglewood Music Centre bei Musikerpersönlichkeiten wie Gustav Meier, Oliver Knussen, Maurice Abravanel, Sergiu Celibidache und Pierre Boulez.
Während seiner Studienzeit wurden Marc Kissóczy zahlreiche Förderpreise verliehen, u. a. vom Schweizerischen Tonkünstlerverein und der Stadt Zürich. Weitere Preise gewann er an nationalen und internationalen Wettbewerben, unter anderem am renommierten Wettbewerb „Ernest Ansermet“ (CIEM, heute Concours de Genève) in Genf, wohin er später auch als Jurymitglied und Jurypräsident zurückgekehrt ist. 

## Wirken
Zu den von ihm dirigierten Orchestern zählen nebst allen grossen Sinfonieorchester der Schweiz u. a. das Orchestre National de Lyon, das Orchestre Philharmonique de Monte-Carlo, das Ensemble intercontemporain Paris, das Orquestra Municipal do Sao Paulo, das Orquestra Nacional do Porto, das Tampere Philharmonic Orchestra, die Slowenische Philharmonie, das Orquestra Ciudad de Málaga, das Radiosinfonieorchester Saarbrücken und viele andere internationale Orchester. 
Neben der internationalen Konzerttätigkeit im sinfonischen Bereich hat sich Marc Kissóczy einen Namen gemacht als Dirigent von Opern und Operetten, Neujahrskonzerten, Kinderkonzerten, Film-Soundtracks und avancierter zeitgenössischer Musik. Zahlreiche Uraufführungen wurden von ihm dirigiert und einem interessierten und breiten Publikum zugänglich gemacht. Die Aufnahmen und Konzerte mit ihm als Dirigent werden in Europa, Asien und Südamerika von Rundfunk- und Fernsehanstalten ausgestrahlt. Marc Kissóczy arbeitet regelmässig mit allen grossen Orchestern der Schweiz sowie zahlreichen Sinfonieorchestern auf der ganzen Welt zusammen. 
In Anerkennung seiner Verdienste um die Musik und die Wiederbelebung des musikalischen Lebens in Vietnam wurde ihm im selben Jahre der höchste Kulturorden des Staates Vietnam verliehen. 
Von 2002 bis 2009 war Marc Kissóczy Chefdirigent der Camerata Zürich, im Jahre 2005 wurde er zum Professor für Dirigieren an der Zürcher Hochschule der Künste (ZHdK) ernannt.